# Sa’ud ibn Sakr al-Kasimi
Sa’ud ibn Sakr al-Kasimi (ur. 10 maja 1956), emir Ras al-Chajma od 27 października 2010, czwarty syn emira Sakra II ibn Muhammada al-Kasimiego. Następca tronu w latach 2003-2010.